# 馬贊·德納
馬贊·德納（阿拉伯语：‎, 1962年—2003年8月17日）是一位巴勒斯坦籍的路透社攝影師，用了10年去調查及報道在約旦河西岸地區希伯仑發生的以巴冲突。其報道使到於2001年獲頒国际新闻自由奖。於2003年8月17日，他在伊拉克巴格達被美國陸軍射殺。

## 希伯倫
德納為路透社工作了超過十年，而大部份時間他都是在其家鄉希伯仑工作。根據保護記者委員會指出，德納在工作期間曾多次受傷。於2000年5月，他在拍攝巴勒斯坦投石者時，腿部被以色列軍隊發射的橡皮子彈擊中。同年7月，他在拍攝期間被猶太人毆打，並陷入昏迷狀態。10月，他的腿部再次中彈。
於2003年3月，路透社為了保障德納的安全，將他調離希伯仑。當公共电视网的記者訪問他時，他指出「我的家人對此感到高興，但說真的，我並不高興，因為我喜歡拍攝，我喜歡在這裡拍攝。當我要離開拍攝時，我希望這是自己的決定，而非被迫放棄。」。

## 被美軍射殺
於2003年8月17日，在伊拉克战争期間，當德納嘗試拍攝巴格达中央监狱外的坦克巡邏時，他被一名美軍士兵射殺。該名美軍士兵誤以為他的攝影機是一支火箭筒，並因此朝德納的胸膛射了四發子彈。儘管該名美軍士兵後來發現殺錯人，並傳召醫療援助，但德納已當場死亡。他是第二位在伊拉克战争期間喪生的路透社攝影師，以及第17位在战争期間喪生的記者。
德納的同伴稱美軍士兵的行為「疏忽大意和瘋狂的」。他們指出那名士兵在射擊前半小時已看見他們，並且應該知道他們並非叛亂分子。法国电视二台的斯蒂芬·布萊特納指出「我們到達那裡已經至少半小時，他們知道我們是記者。當他們射殺馬贊後，又將槍指向我們。我不認為這是一個意外。」。美陸軍發言人表示，這次事件是“一個可怕的悲劇事件”，並說：「我可以保證，沒有人比開槍的士兵感到更內疚。」 。
路透社首席執行官湯姆·格羅瑟將德納之死稱為「難以承受」。他亦指出自己會「親自呼籲美國政府最高層對這個可怕的悲劇進行充分和全面的調查」。保護記者委員會亦致函美國國防部長唐纳德·拉姆斯菲尔德，並要求進行全面調查。而无国界记者秘書長羅勃·梅納批評美國軍隊的“失誤”，並指出他們沒有認真對待事件。
美軍進行的調查結束後，美軍決定不追究開槍的士兵任何責任。該報告指出，這次事件是“悲壯和遺憾”的，但那名士兵有“合理的原因”射殺德納。路透社認為調查結果有爭議，並指出士兵們未能進行正常通信。事件最終不了了之。

## 家庭
德納的妻子是蘇珊·德納，他們二人共有四名子女。

## 獎項
於2001年，德納獲保護記者委員會頒發国际新闻自由奖。保護記者委員會稱讚德納「報道世上最危險的新聞：約旦河西岸城市希伯倫。在那裡，記者經常成為暴力襲擊的目標。」。在獲獎演講中，德納指出「文字和圖片是為公眾所相信的。因此，我將繼續我的工作，不辭艱辛，即使這樣會取了我的命。」。

## 外部連結
- FRONTLINE/WORLD documentary on Dana and other journalists （页面存档备份，存于）